# Cyanocorax cristatellus
La urraca de cresta rizada (Cyanocorax cristatellus) es un córvido sudamericano del género Cyanocorax que habita diversas zonas de Brasil y Paraguay.